# Heuchelberger Warte

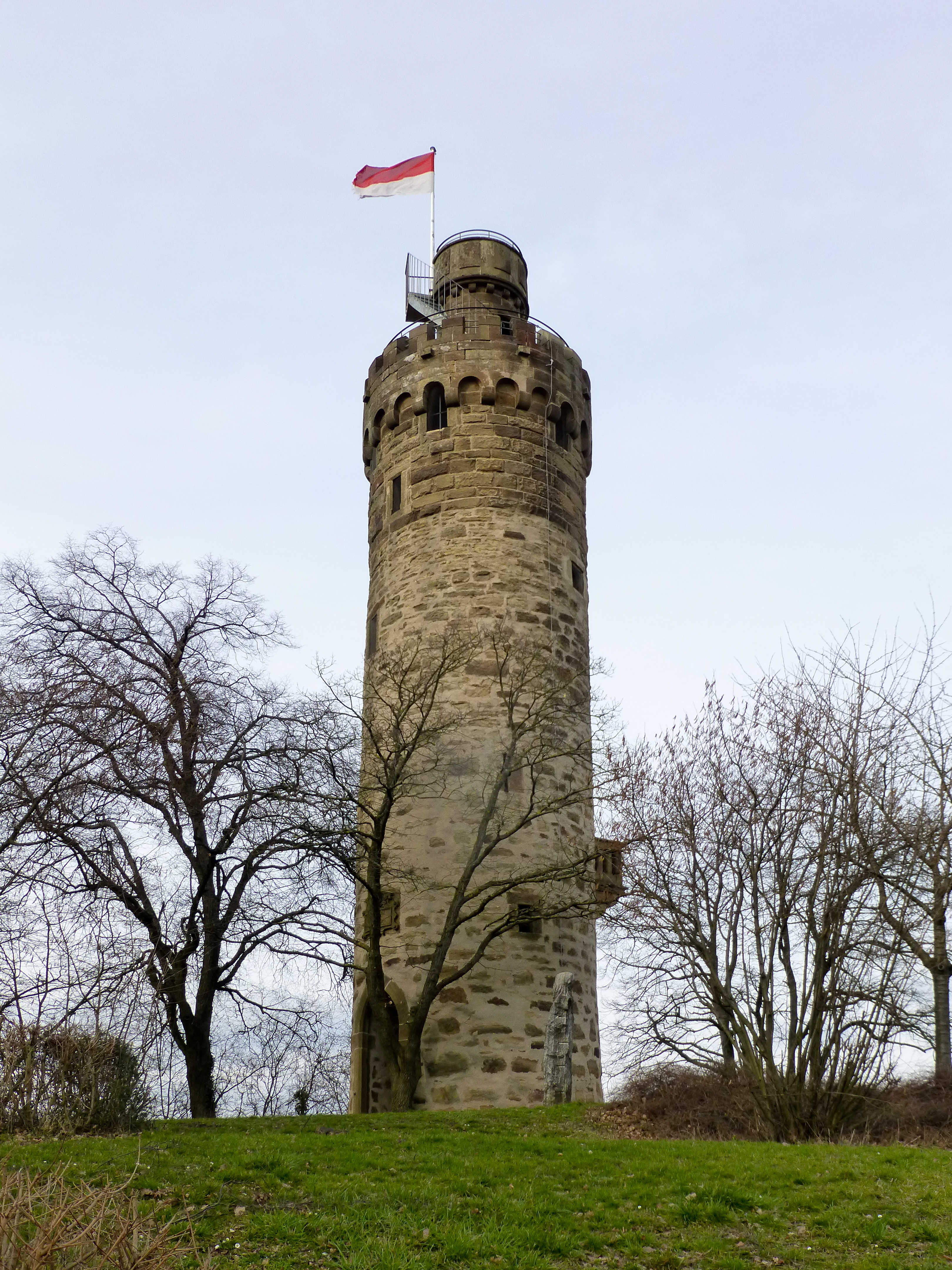
Heuchelberger Warte

Die Heuchelberger Warte ist ein ehemaliger Wartturm bei Großgartach im Landkreis Heilbronn, der heute als Aussichtsturm dient. Er liegt bei 315 m ü. NN an der östlichen Spitze des Höhenzugs Heuchelberg und ermöglicht einen Ausblick über weite Teile des württembergischen Unterlands.

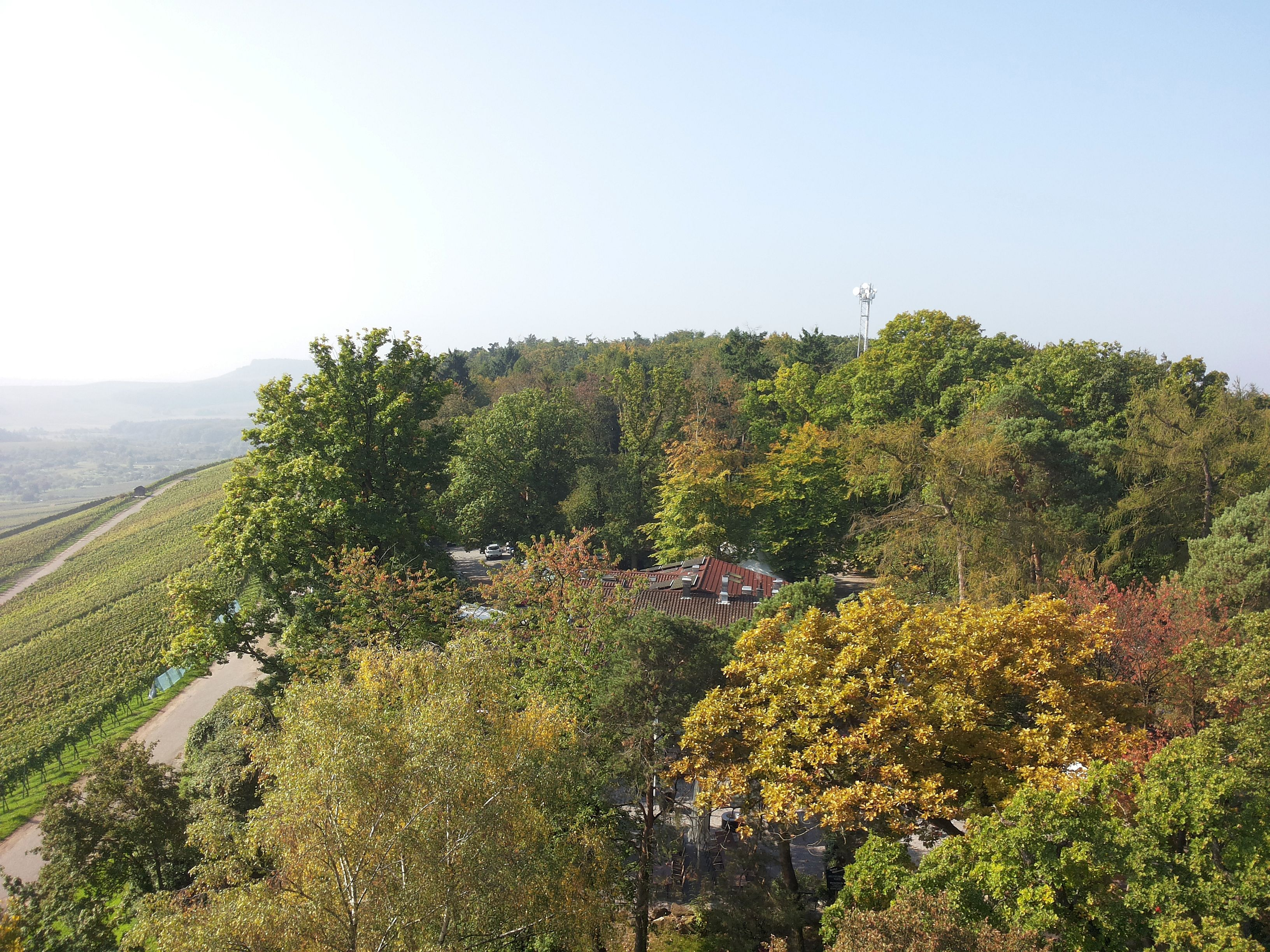
Blick vom Turm auf die gleichnamige Gaststätte „Heuchelberger Warte“

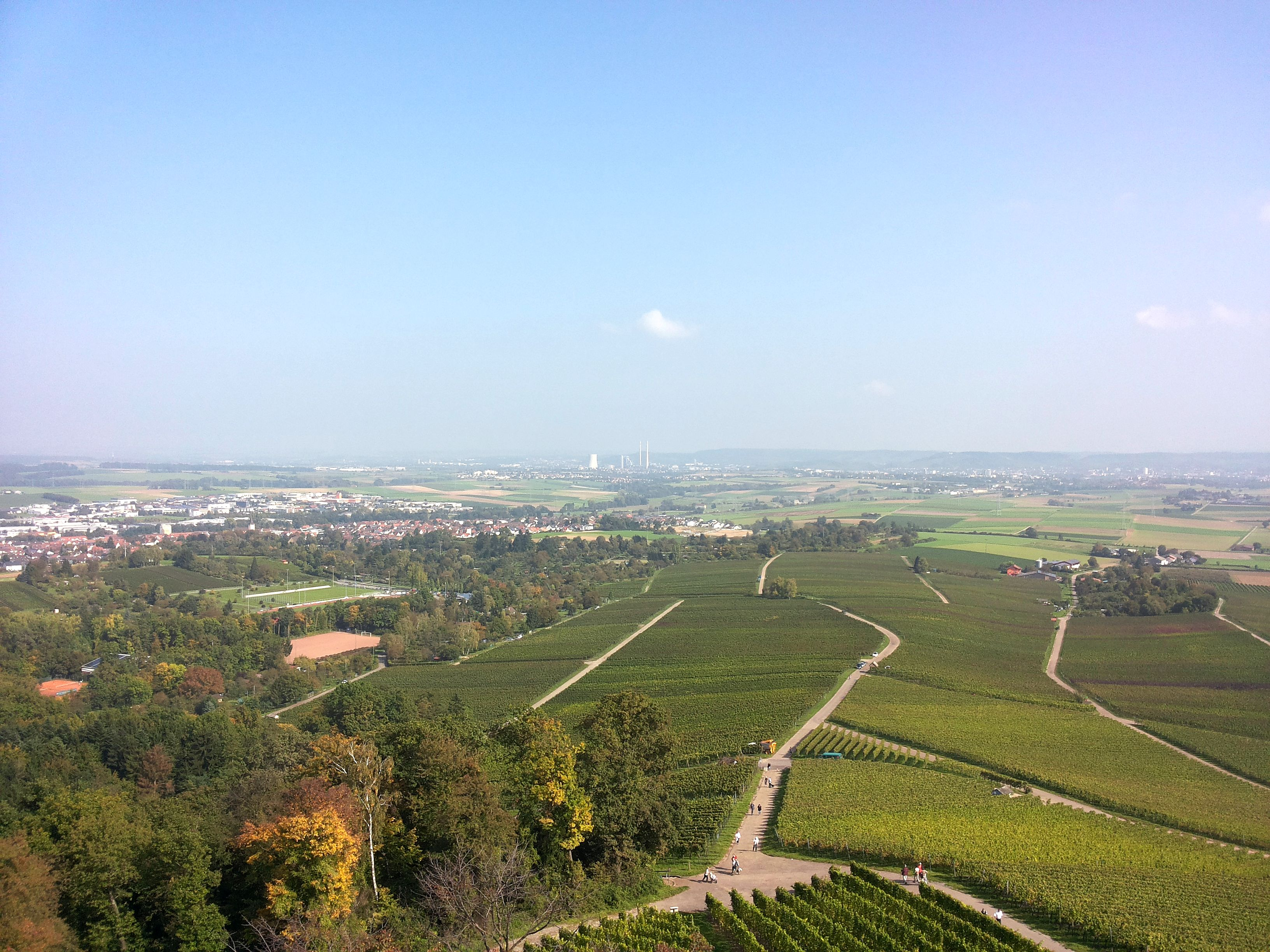
Blick vom Heuchelberg auf Leingarten, im Hintergrund Heilbronn

## Geschichte
Der schlanke, runde Turm wurde 1483 unter dem württembergischen Grafen Eberhard im Bart gebaut. Er diente als westlicher Endpunkt des Württembergischen Landgrabens, eines Grenzwalls, der damals Württembergs Nordgrenze bildete und das Neckartal zwischen Heuchelberg und Löwensteiner Bergen abriegelte. Die Aussicht, die der Turm über weite Gebiete des Unterlands bot, diente der Überwachung der Grenze; eine weitergehende militärische Funktion hatte der Turm nicht. Als sich Württemberg 1805 nach Norden ausdehnte, verlor der Landgraben seine Bedeutung und wurde eingeebnet.
1897/98 renovierte die Gemeinde Großgartach, auf deren Gemarkung der Turm lag, diesen in Zusammenarbeit mit der Ortsgruppe Heilbronn des Schwäbischen Albvereins. Er wurde zum Aussichtsturm umfunktioniert und zugleich etwas erhöht. 1952 erfolgte eine erneute Renovierung. Im Jahr darauf begann der Löwenwirt mit der Errichtung einer Grillstelle in unmittelbarer Nachbarschaft des Turms die gastronomische Nutzung des Heuchelbergs. Bald kam eine erste Hütte, 1956 eine Bewirtungshalle und später ein Kiosk hinzu. Der ab 1973 auf dem Heuchelberg tätige Pächter ließ dann das Gasthaus Heuchelberger Warte erbauen, das seit 1992 unter den heutigen Pächtern mehrfach erweitert wurde. Diese hatten außerdem Pläne für eine Sommerrodelbahn mit Sessellift, die jedoch im Leingartener Gemeinderat scheiterten. Die Heuchelberger Warte wurde von der Denkmalstiftung Baden-Württemberg zum Denkmal des Monats Juni 2004 ernannt.

## Heutige Nutzung

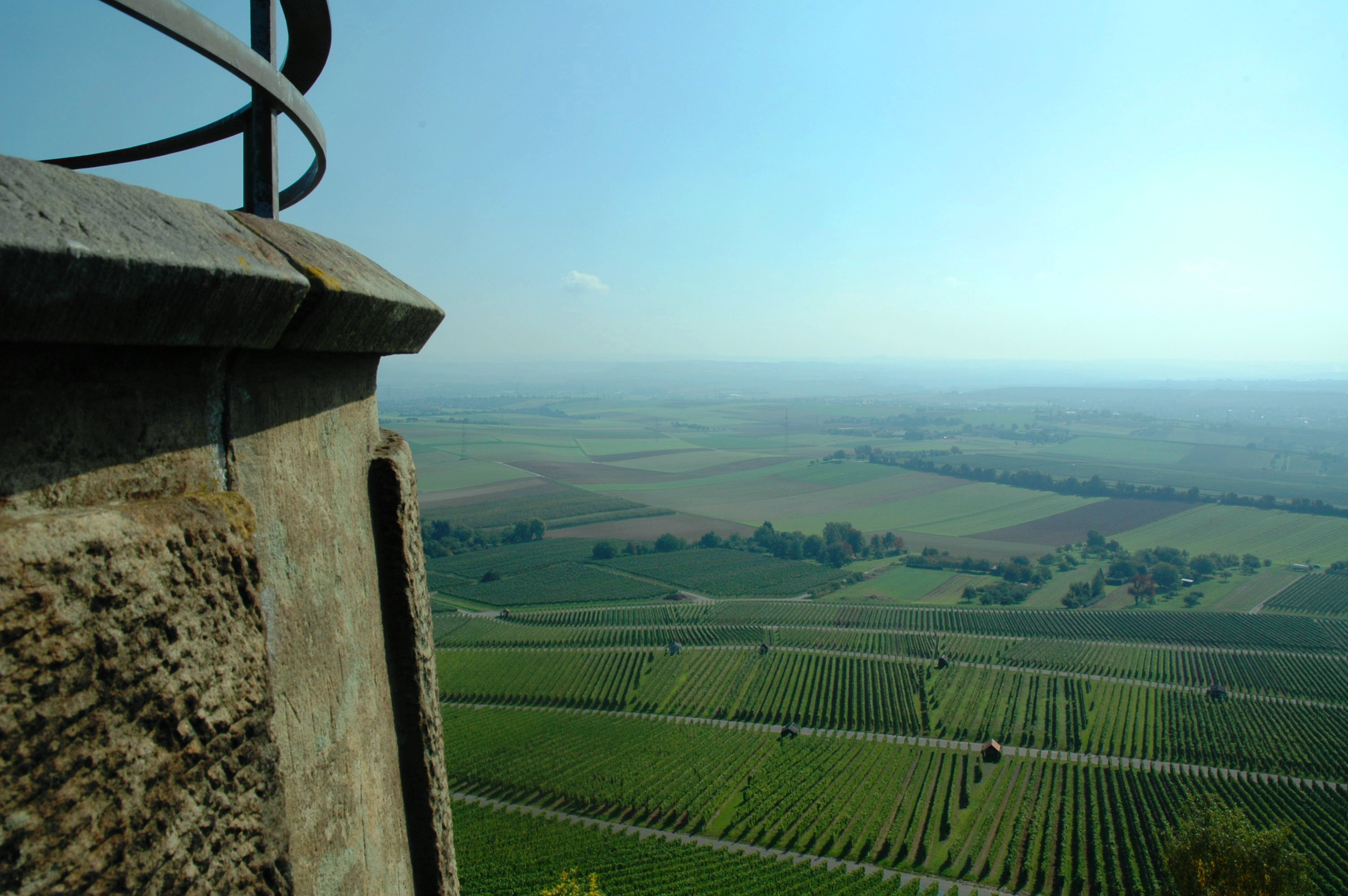
Aussicht vom Turm

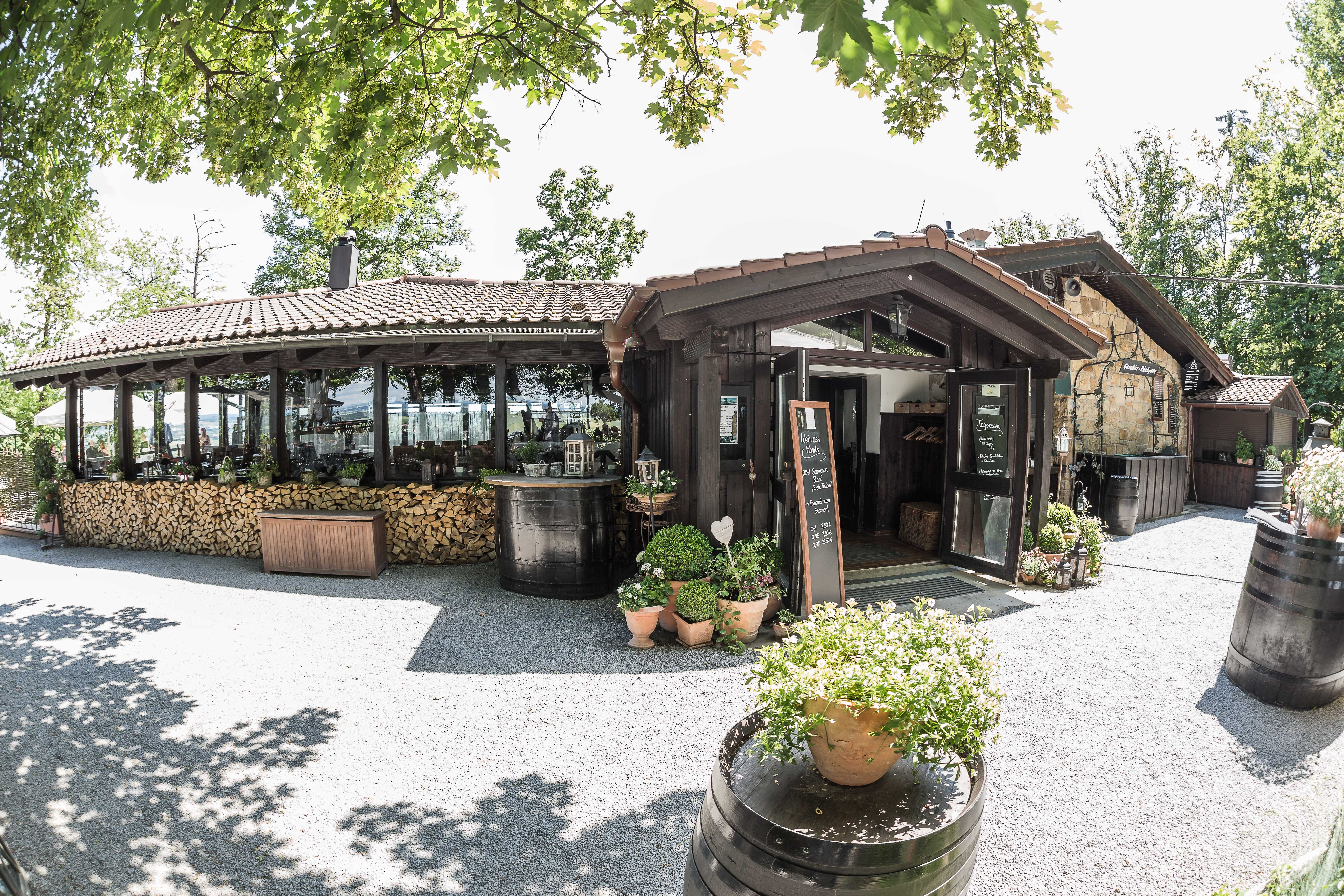
Wirtshaus „Heuchelberger Warte“

Die Heuchelberger Warte gehört heute der Stadt Leingarten, in der Großgartach 1970 aufging und deren Gemeindeflagge auf der Turmspitze weht. Unmittelbar neben dem Turm besteht eine Gaststätte mit Biergarten und allerlei Freizeitangeboten. Insbesondere an Wochenenden mit schönem Wetter ist die Heuchelberger Warte ein beliebtes Ausflugsziel im Umland Heilbronns. Zwei Weitwanderwege des Schwäbischen Albvereins berühren die Warte, der Frankenweg (HW 8) und der Württembergische Wein-Wanderweg (WWW).

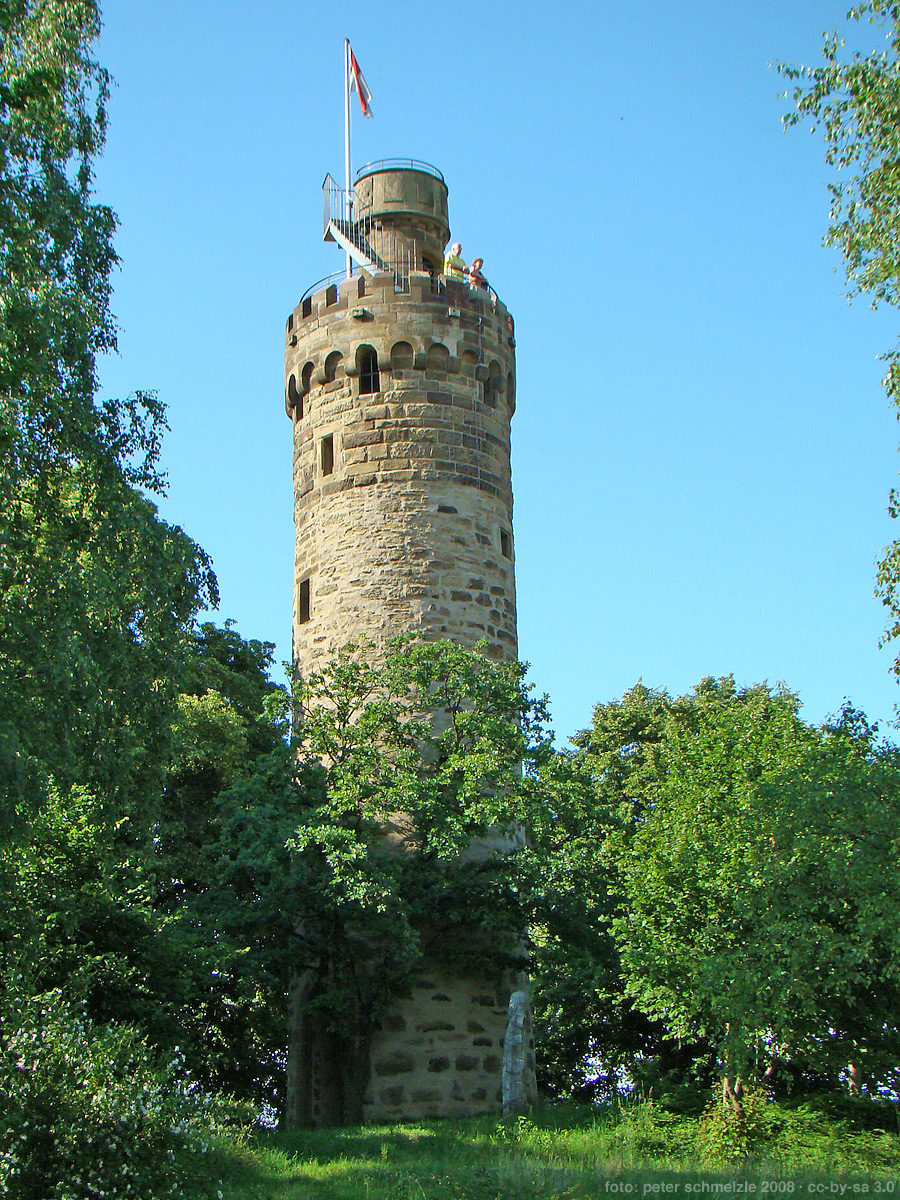
Heuchelberger Warte
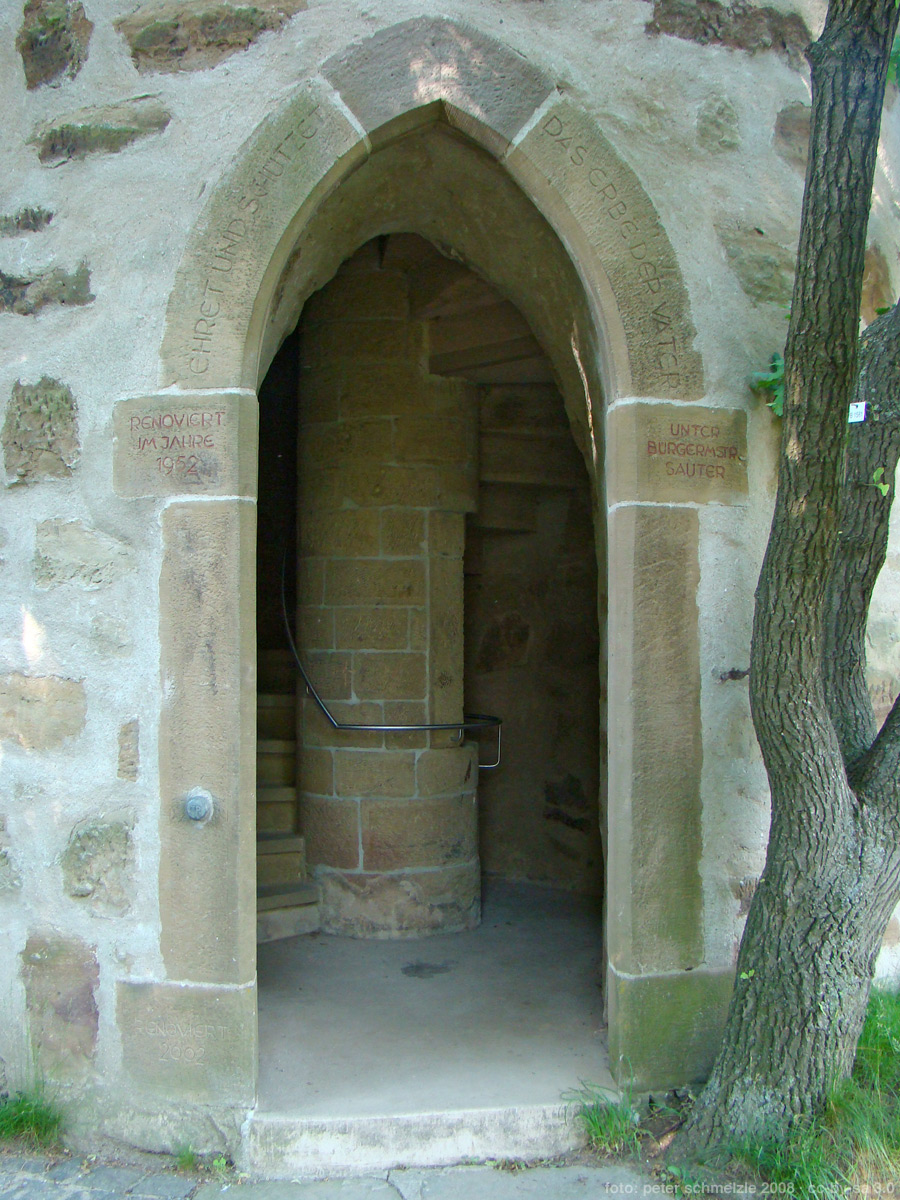
Portal
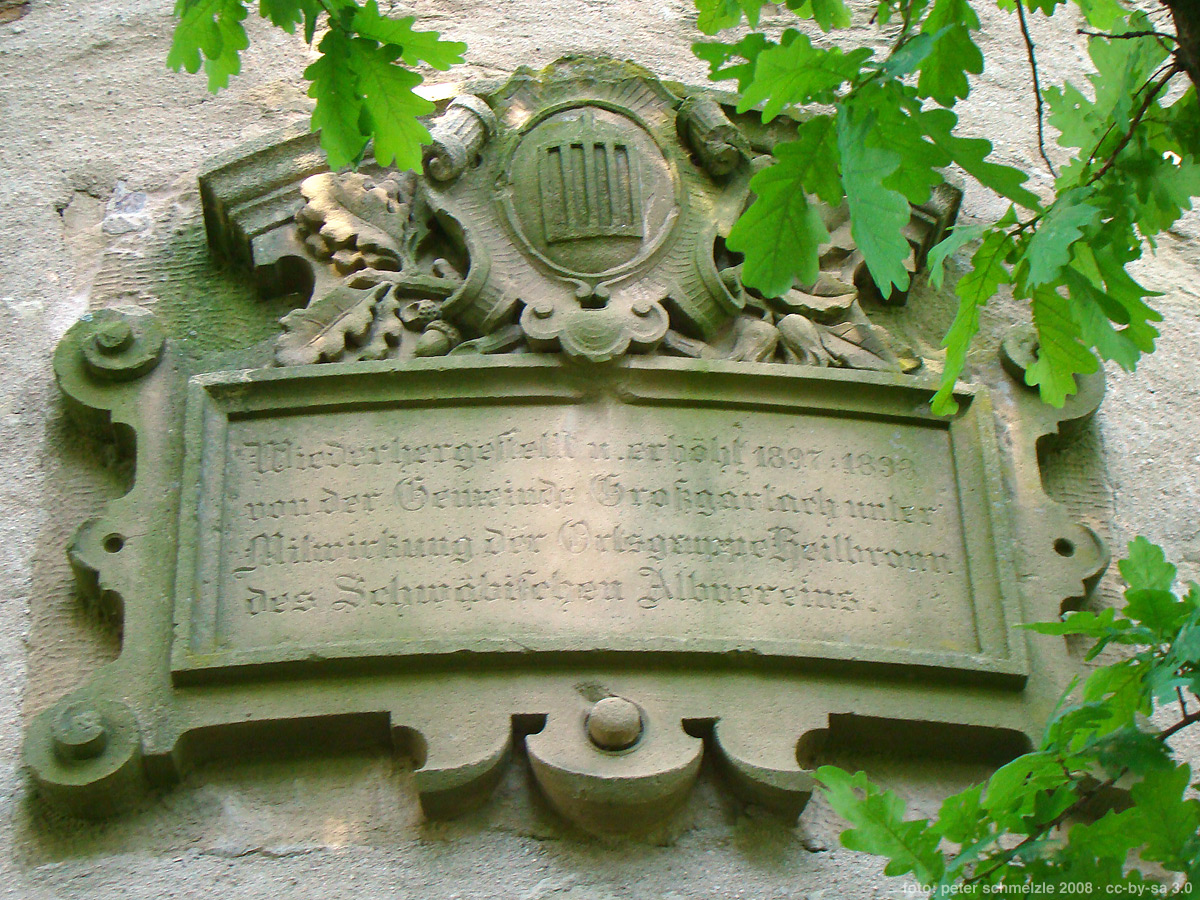
Inschriftentafel
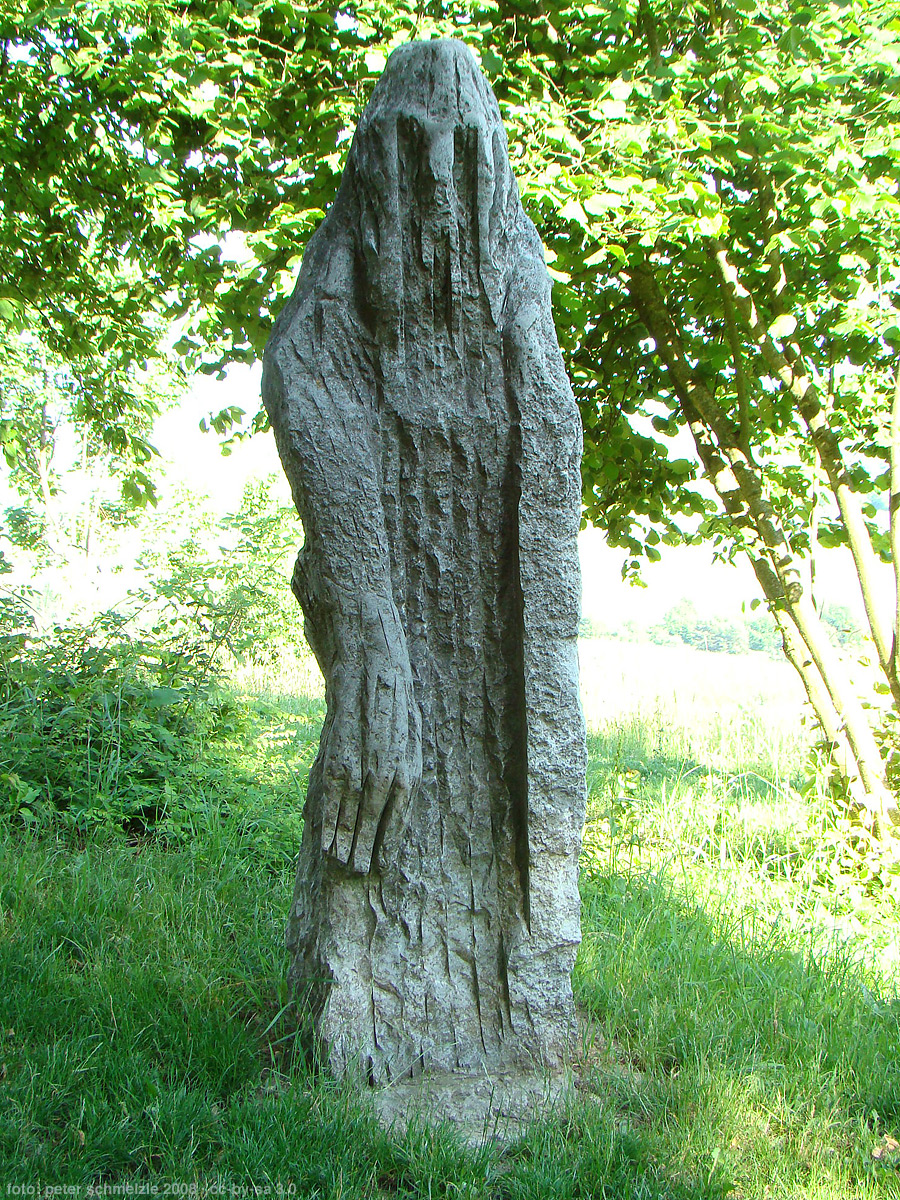
Skulptur beim Portal